# Awsa

Die Flagge des Sultanats Awsa war ebenso rot wie die Flaggen der von Awsa abhängigen Nachbarsultanate Tadjoura und Goba'ad

Sultanat Awsa und die anderen Afar-Sultanate um 1860

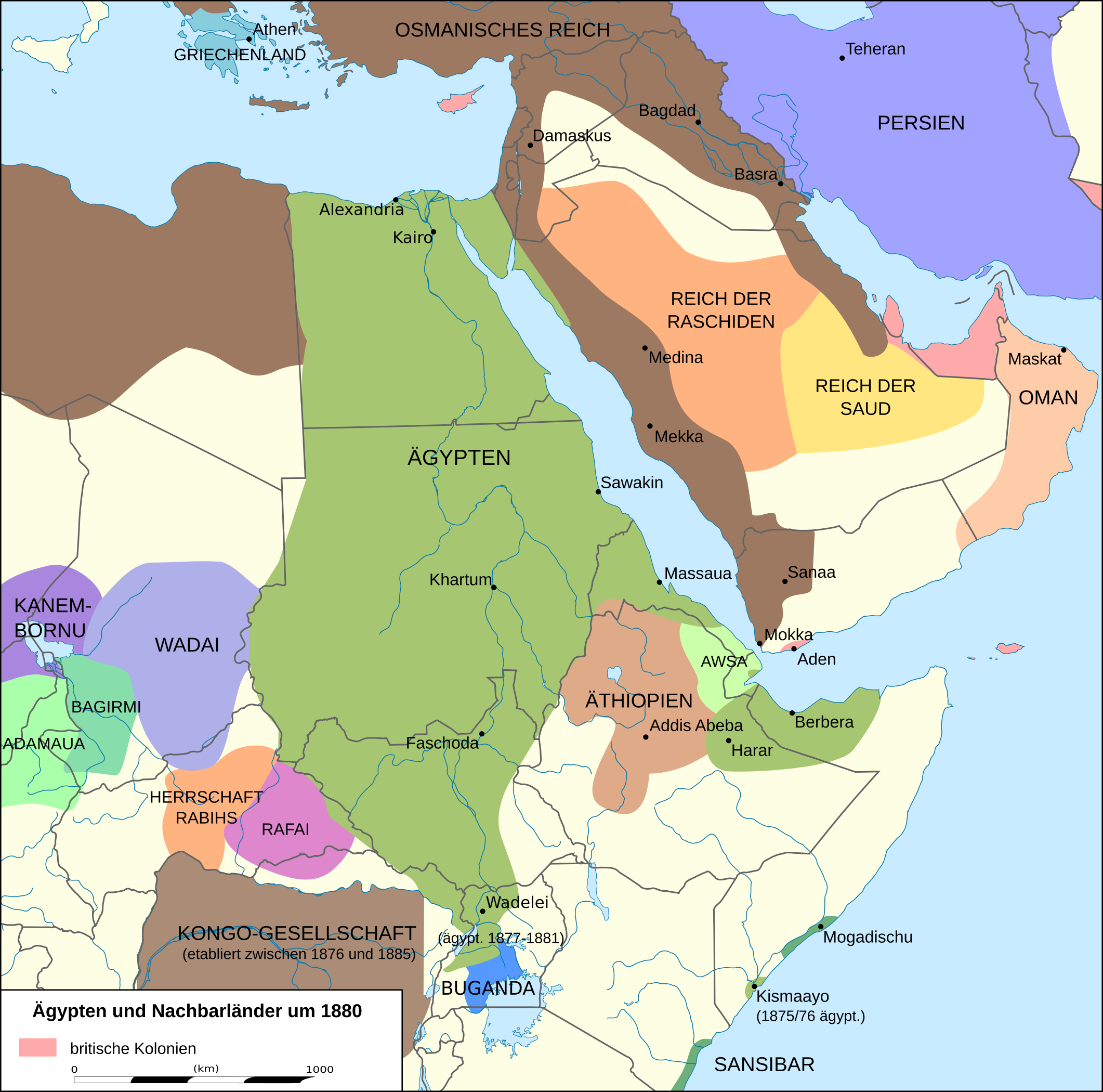
Sultanat Awsa und die anderen Afar-Sultanate (hellgrün) zwischen Ägypten und Äthiopien 1880

Áwsa (deutsch auch Aussa) ist seit dem 18. Jahrhundert ein muslimisches Sultanat des Afar-Volkes und eine historische Region Äthiopiens. Die Sultane tragen den Titel Amóyta (arabisch: sultân).

## Geographie
Das Kerngebiet liegt in der Danakil-Senke im Nordosten Äthiopiens. Im Norden reichte das Sultanat teilweise bis an die Küste, wo mehrere kleinere Afar-Staaten (Biru/Girifo, Raheita, Tadjoura, Goba'ad) existierten, die zum Teil in Abhängigkeit von Awsa standen. Im Westen grenzte es an das Abessinische Hochland, im Osten an Somali-Gebiete. Im Südosten lag das Emirat von Harar (früher bildete dieses mit Awsa zusammen das muslimische Großreich von Adal). 
Es liegt in einer heißen Tiefebene; seine Bevölkerung besteht fast ausschließlich aus Afar-Nomaden; einige betreiben Landwirtschaft im Awsa-Seengebiet. Das Land wird durchflossen vom aus Shewa kommenden Fluss Awash, der neben dem bedeutenden Salzhandel mit Salzbarren (Amole), die früher als Zahlungsmittel dienten, die Grundlage der Wirtschaft des Sultanates war. 
Awsa genießt innerhalb Äthiopiens einen teilautonomen Status. Bis 2011 regierte Sultan Ali Murach Hanfari.

## Geschichte
Das Sultanat Awsa wurde aufgrund der harschen Lebensbedingungen im heißen Tiefland bis ins 20. Jahrhundert nicht unterworfen. Awsa hat mehrere internationale Verträge mit Italien und Frankreich abgeschlossen, auf deren Grundlage die italienische „Colonia di Assab“ (Ursprung der späteren Kolonie Eritrea in Eritrea) und die französische Kolonie von Obock (später Côte française des Somalis et dépendances, woraus schließlich der Staat Dschibuti wurde) entstanden.
Bei der Schlacht von Arraddo im Grenzgebiet zu Wollo im Januar 1896 erlitt der Sultan Mahammad „Illalta“, Sohn des Hanfadhe, eine Niederlage gegen Kaiser Menelik II. von Äthiopien. Da die äthiopischen Truppen aber nicht in der Lage waren, das Land zu besetzen, wurde nur ein gegenseitiger Nichtangriffspakt geschlossen. Der Sultan erhielt vom Kaiser Äthiopiens einen äthiopischen Militäradelstitel, womit der Anspruch des Kaisers, die Suzeränität über Awsa auszuüben, bekräftigt wurde. Bis zum frühen 20. Jahrhundert bestand dieser Anspruch aber im Wesentlichen lediglich „auf Papier“. Dies änderte sich erst mit dem Tod des Sultans, als die Nachfolger in engere Beziehungen mit dem Herrscherhaus Äthiopiens eintraten. Intern behielten die Sultane aber bis 1944 eine vollständige Autonomie. Daran änderte auch die Besetzung der Region durch Italien und die Gründung von Italienisch-Ostafrika (Africa Orientale Italiana) nichts. Awsa erkannte formell Italiens Oberherrschaft an, der Awsa-Sultan regierte intern aber unabhängig. Er versorgte die italienische Armee mit Fleisch, wodurch er auch dazu beitrug, dass die Truppen Mussolinis das äthiopische Hochland im italienisch-äthiopischen Krieg unterwerfen konnten. Nach der Rückeroberung Abessiniens durch Haile Selassie und mit ihm verbündete britischen Streitkräfte im Jahre 1941, ließ sich die äthiopische Armee noch bis 1944 Zeit, bevor sie in Awsa einmarschierte. Der Sultan wurde verhaftet, und sein Cousin Ali Mirah an seiner Stelle eingesetzt. Dieser, von 1975 bis 1991 im Exil, trug den Titel eines Sultans bis zu seinem Tod 2011.
Der 1916 abgesetzte Herrscher Äthiopiens, Lij Iyasu V., der sich 1916 mit der Nachkommin einer führenden Afar-Familie verheiratet hatte, fand Asyl beim Sultan von Awsa. Da die neue äthiopische Putschregierung unter Ras Teferi (dem späteren Haile Selassie) keinen Zugriff auf Awsa hatte, konnte der abgesetzte Herrscher erst verhaftet werden, als dieser sich 1921 ins Hochland begab.